# Lewis Hodges
Sir Lewis McDonald „Bob“ Hodges KCB CBE DSO DFC DL (* 1. März 1918 in Richmond, London; † 4. Januar 2007) war ein britischer Luftwaffenoffizier der Royal Air Force, der zuletzt im Range eines Generals (Air Chief Marshal) von 1973 bis 1976 stellvertretender Oberkommandierender der Alliierten Streitkräfte in Mitteleuropa AFCENT (Allied Forces Central Europe) in Brunssum war. Während des Zweiten Weltkrieges war er an zahlreichen Luftoperationen zur Unterstützung der Sondereinsatztruppe SOE (Special Operations Executive) in Europa und Südostasien beteiligt und wurde mehrfach für seine dortigen militärischen Verdienste ausgezeichnet.

## Leben

### Fliegerische Ausbildung und Zweiter Weltkrieg
Hodges begann nach dem Besuch der renommierten, 1509 gegründeten St Paul’s School in London 1937 seine fliegerische Ausbildung als Flight Cadet in der C-Squadron der Royal Air Force College Cranwell, der Offiziersschule der RAF. Nach Abschluss der Ausbildung wurde er am 17. Dezember 1938 als Berufssoldat (Permanent Commission) in die RAF aufgenommen und zum Leutnant (Pilot Officer) befördert. Zugleich fand er seine erste Verwendung als Pilot bei der No. 78 Squadron RAF auf dem Militärflugplatz RAF Finningley. Nach seiner Beförderung zum Oberleutnant (Flying Officer) am 17. Juni 1940 wechselte er als Pilot zur No. 49 Squadron, bei der Bomber vom Typ Handley Page Hampden flog.
Knapp ein Jahr nach Beginn des Zweiten Weltkrieges musste Hodges nach einem Angriffsflug auf Stettin am 4. September 1940 in der Bretagne notlanden. Sein Bordschütze John Hugh Wyatt verweigerte einen vorherigen Fallschirmabsprung und begleitete ihn durch das von der deutschen Wehrmacht besetzte Frankreich des Vichy-Regimes. Nach ihrer Ankunft in Marseille wurden sie jedoch festgenommen. Ihm gelang die Flucht mit einem Schiff nach Oran, wo er jedoch abermals festgenommen und nach Marseille zurückgebracht wurde. In der Folgezeit befand er sich in St. Hippolyte du Fort bei Nîmes, ehe ihm von dort die Flucht mit einem gefälschten Pass mit einem Zug nach Perpignan gelang. Er fuhr von dort mit einem Taxi zur Grenze nach Spanien, die er anschließend über die Pyrenäen überquerte. Nach seiner Ankunft in Spanien wurde er jedoch abermals verhaftet und zum Konzentrationslager von Miranda de Ebro verbracht, ehe der britischen Botschaft fünf Wochen später seine Freilassung erreichen konnte. Danach wurde er am 13. Juni 1941 nach Gibraltar ausgewiesen.

### Einsätze für die SOE und die Résistance

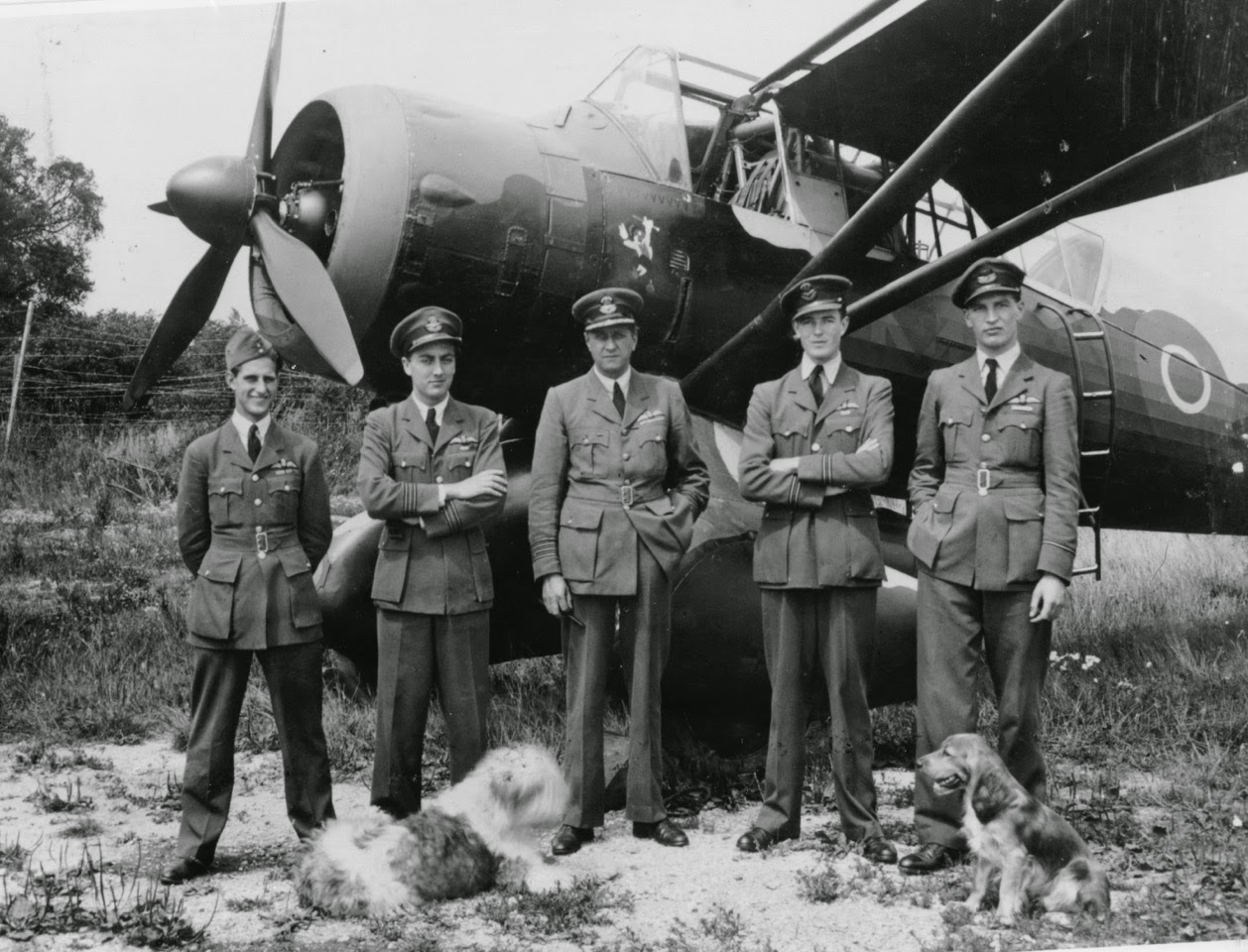
Angehörige der No. 161 Squadron RAF mit einem Westland Lysander-Verbindungsflugzeug (1943)

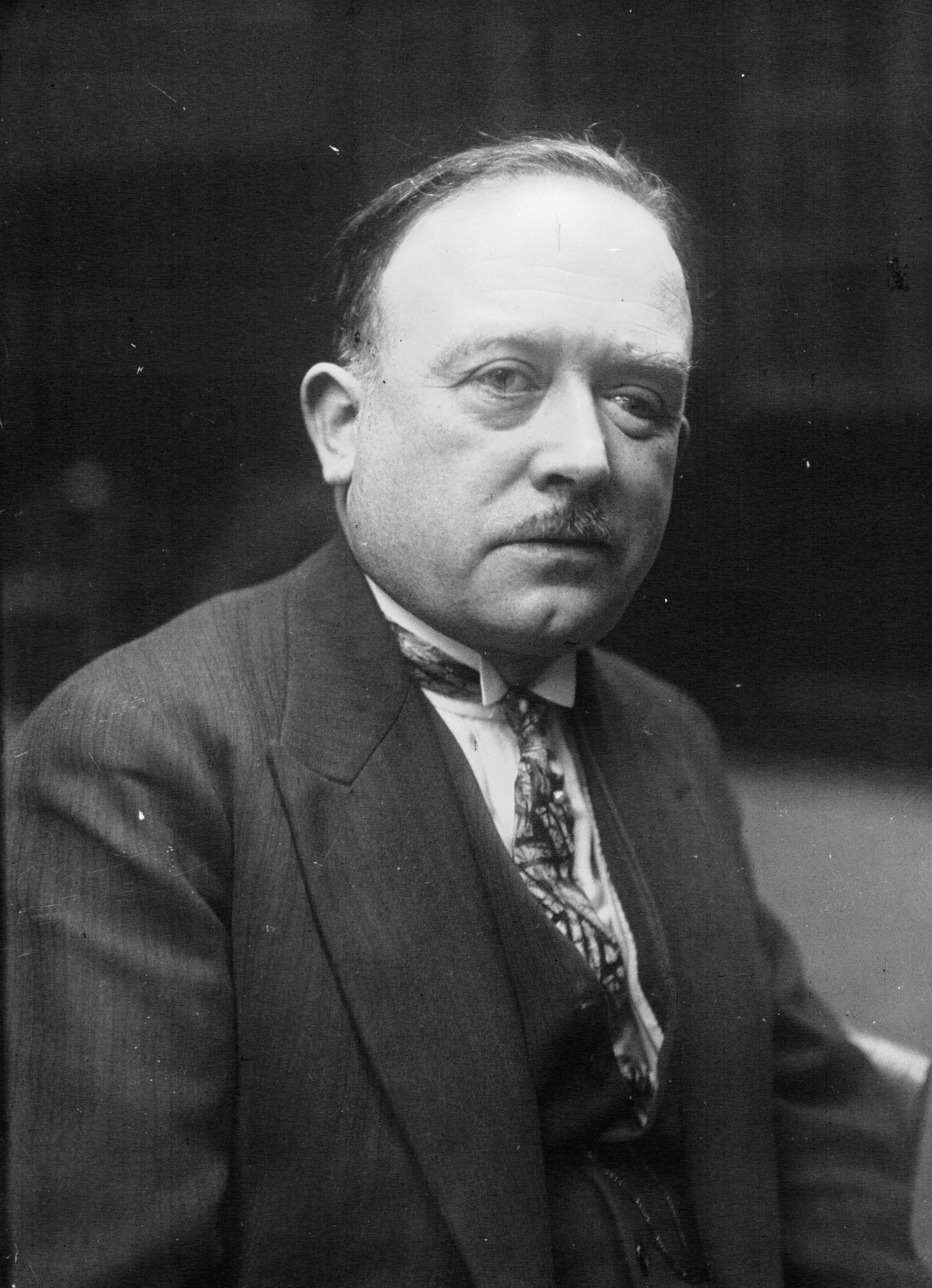
Hodges flog 1943 den späteren Präsidenten FrankreichsVincent Auriol aus dem besetzten Frankreich nach Großbritannien aus, wofür ihm 1944 das Croix de guerre verliehen wurde

Nach seiner Rückkehr nach Großbritannien wurde Hodges am 17. Juni 1941 zum Hauptmann (Flight Lieutenant) befördert und zur No. 49 Squadron RAF versetzt, mit der er in der Folgezeit als Pilot sowie zuletzt als Fliegerischer Kommandeur an zahlreichen Luftangriffen über Deutschland teilnahm. Im April 1942 wurde er Fliegerischer Kommandeur der No. 161 (Special Duties) Squadron RAF in RAF Tempsford, einer der beiden Einheit, die an den Luftoperationen zur Unterstützung der Sondereinsatztruppe SOE (Special Operations Executive) beteiligt waren. Dabei übernahm die Staffel den Transport der Agenten hinter feindlichen Linien oder das Abwerfen von Versorgungsmaterial für die Widerstandsgruppen der Résistance. Zu diesem Zweck war seine Einheit mit viermotorigen Handley Page Halifax-Bombern ausgestattet. Nachdem er selbst im Mai 1943 den Posten als Kommandeur (Commanding Officer) der No. 161 Squadron RAF übernommen hatte, wurde diese für ihre operativen Einsätze mit Westland Lysander-Verbindungsflugzeugen sowie mit leichten Bombern und Aufklärungsflugzeugen vom Typ Lockheed Hudson ausgerüstet. Aufgrund seiner fliegerischen Verdienste wurde ihm am 26. Mai 1942 das Distinguished Flying Cross (DFC) verliehen. Ferner wurde er am 11. Juni 1942 im Kriegsbericht erwähnt (Mentioned in dispatches). Am 25. Mai 1943 wurde ihm darüber hinaus eine Spange (Bar) zum DFC verliehen.
Hodges, der am 1. Juli 1943 zum Major (Squadron Leader) befördert wurde, flog dabei zahlreiche Einsätze selbst. Oftmals flogen er und Flying Officer John Afflick zwei Flugzeuge, um jeweils 20 Personen nach Großbritannien zu bringen, einer davon war Vincent Auriol, der spätere Präsident Frankreichs. Für seine Verdienste zur Unterstützung der Résistance wurde ihm am 19. Oktober 1943 der Distinguished Service Order (DSO) sowie 1944 das Croix de guerre verliehen.
Im Anschluss wurde Hodges im November 1944 zunächst Stabsoffizier in der Operationsabteilung des Bomberkommandos (RAF Bomber Command) und sollte daraufhin eigentlich Persönlicher Stabsoffizier von Air Chief Marshal Trafford Leigh-Mallory werden, der die Funktion als Oberkommandierender der Luftstreitkräfte in Südostasien werden sollte. Nachdem dieser jedoch am 14. November 1944 mit seiner Frau in den französischen Alpen bei Grenoble durch ein Flugzeugunglück ums Leben kam, wurde er stattdessen im Dezember 1944 Kommandeur der No. 357 (Special Duties) Squadron RAF. Diese Staffel führte ähnliche Operationen wie die No. 161 Squadron RAF durch, allerdings in Südostasien. Das Operationsgebiet der Staffel, die mit viermotorigen schweren Consolidated B-24-Bombern, Douglas DC-3-Transportflugzeugen sowie Westland Lysander-Verbindungsflugzeugen ausgerüstet war, lag vorwiegend in Burma, Siam und Malaya. Er verblieb auf diesem Posten bis zum Ende des Zweiten Weltkrieges.

### Stabsoffizier in der Nachkriegszeit
Nach Kriegsende wurde Hodges am 9. August 1945 Offizier im Führungsstab des RAF Staff College (Overseas) in Haifa und erhielt darüber hinaus am 19. Oktober 1945 eine Spange zum DSO. Er besuchte anschließend ab Oktober 1946 die Empire Flying School auf dem Militärflugplatz RAF Hullavington, ehe er im Januar 1947 Offizier im Führungsstab des Joint Services Staff College (JSSC) wurde. 1948 wurde er Kommandeur der französischen Ehrenlegion. 1948 war er für einige Zeit Stabsoffizier beim stellvertretenden Chef des Luftwaffenstabes (Deputy Chief of the Air Staff), Air Marshal Hugh Walmsley, wechselte aber kurz darauf 1948 als Offizier in den Vereinigten Planungsstab des Luftfahrtministeriums (Air Ministry) und wurde in dieser Verwendung am 1. Juli 1950 zum Oberstleutnant (Wing Commander) befördert.
1952 wechselte Hodges als Offizier in den Stab des Bomberkommandos (RAF Bomber Command) und verblieb dort vier Jahre lang bis 1956. Während dieser Zeit nahm er 1953 an einem Flugzeugwettrennen von London nach Neuseeland teil, bei dem er den vierten Platz belegte und mit dem von ihm geflogenen zweistrahligen Kampfflugzeug vom Typ English Electric Canberra einen neuen Geschwindigkeitsrekord auf der Etappe London–Colombo aufstellte. Am 1. Januar 1954 wurde ihm das Offizierskreuz des Order of the British Empire (OBE) verliehen. 1956 wurde er Kommandeur des Luftwaffenstützpunktes RAF Marham, auf dem zu dieser Zeit drei Staffeln mit vierstrahligen Vickers Valiant-Bombern stationiert waren. In dieser Funktion fungierte er auch als Kommandeur eines Vickers Valiant-Verbandes, der 1956 nach Malta verlegt wurde. Am 1. Januar 1957 erfolgte seine Beförderung zum Oberst (Group Captain). Am 12. Juni 1958 wurde er des Weiteren Commander des Order of the British Empire (CBE).
Im Anschluss wurde Hodges am 7. April 1959 stellvertretender Kommandant des RAF College Cranwell. Nach seiner Beförderung zum Air Commodore am 1. Januar 1961 übernahm er am 10. Februar 1961 den Posten als Stabsoffizier für Verwaltung AOA (Air Officer in charge of Administration) bei den Luftstreitkräften im Mittleren Osten (RAF Air Forces Middle East). Am 1. Januar 1963 wurde er zudem Companion des Order of the Bath (CB).

### Aufstieg zum Air Chief Marshal
Nach dem Besuch des Imperial Defence College in London wurde Hodges am 1. Juli 1963 zum Generalmajor (Air Vice Marshal) befördert und übernahm anschließend am 4. November 1963 die Funktion als Luftwaffenvertreter beim stellvertretenden Oberkommandierenden für Nuklearwaffen im Obersten Hauptquartier der Alliierten Streitkräfte in Europa SHAPE (Supreme Headquarters Allied Powers Europe) in Rocquencourt. Im Anschluss erfolgte am 22. November 1965 seine Ernennung zum Assistierenden Chef des Luftwaffenstabes für Operationen (Assistant Chief of the Air Staff (Operations)). Am 8. Juni 1968 wurde er zum Knight Commander des Order of the Bath (KCB) geschlagen, so dass er fortan den Namenszusatz „Sir“ führte.
Am 1. Juli 1968 wurde Hodges zum Generalleutnant (Air Marshal) befördert und übernahm zugleich von Air Marshal Thomas Prickett die Funktion als Oberkommandierender (Air Officer Commanding in Chief) des Luftunterstützungskommandos (RAF Air Support Command). Auf diesem Posten verblieb er bis zu seiner Ablösung durch Air Marshal Harry Burton am 1. Oktober 1970.
Hodges selbst wurde daraufhin am 2. November 1970 als Nachfolger von Air Marshal Andrew Humphrey Air Member for Personnel. Er war damit bis zu seiner Ablösung durch Air Marshal Harold Brownlow Martin am 25. April 1973 Stabsabteilungsleiter für Personalangelegenheiten im Luftwaffenstab sowie zugleich einer der Vertreter der RAF im Luftwaffenausschuss (Air Force Board) des britischen Verteidigungsrates (Defence Council of the United Kingdom). In dieser Zeit wurde er am 1. Mai 1971 auch zum General (Air Chief Marshal) befördert.
Zuletzt wurde Hodges am 31. Mai 1973 Nachfolger von Air Chief Marshal Frederick Rosier als stellvertretender Oberkommandierender der Alliierten Streitkräfte in Mitteleuropa AFCENT (Allied Forces Central Europe) in Brunssum. Auf diesem Posten verblieb er bis zu seiner Ablösung durch Air Chief Marshal Peter Le Cheminant am 5. Februar 1976. Zugleich fungierte er zwischen dem 3. September 1973 und dem 2. Mai 1976 als Aide-de-camp von Königin Elisabeth II. für die Luftstreitkräfte. Am 2. Mai 1976 schied er aus dem aktiven Militärdienst aus.
Nach seinem Eintritt in den Ruhestand wurde Hodges 1976 Vorstandsmitglied des Glasherstellers Pilkington Group Limited. Daneben engagierte er sich in zahlreichen Organisationen und Unternehmen wie zum Beispiel als Mitglied des Verwaltungsrates des Gesundheitsunternehmens Bupa, als Präsident der Royal Air Forces Escaping Society von 1979 bis 2000 sowie zwischen 1979 und 1986 als Vorsitzender des Bildungsausschusses der RAF Benevolent Fund, einer Wohltätigkeitsorganisation der Luftstreitkräfte. Er war ferner von 1981 bis 1984 Präsident der Royal Air Forces Association . Vierzig Jahre nach Ernennung zum Kommandeur der Ehrenlegion wurde er darüber hinaus 1988 Großoffizier der Ehrenlegion. Am 14. Februar 1992 wurde er zudem Deputy Lieutenant (DL) der Grafschaft Kent.
Aus seiner 1950 geschlossenen Ehe mit Elisabeth Blackett gingen zwei Söhne hervor.